# Миргородська районна рада
Миргородська районна рада — орган місцевого самоврядування у Полтавській області з центром у місті Миргороді (адміністративному центрі Миргородського району).
Після укрупнення в 2021 році Миргородського району в ході адміністративно-територіальної реформи Миргородська районна рада представляє спільні інтереси 17 територіальних громад, розташованих на територіях колишніх Миргородського, Гадяцького, Лохвицького, Шишацького та Великобагачанського районів.

## Склад ради
До складу депутатського корпусу районної ради восьмого скликання на місцевих виборах 19.11.2020 р. обрано 42 депутати від 8 політичних партій:
- Політична партія "ДОВІРА" — 12 депутатів.
- Політична партія "СЛУГА НАРОДУ" — 5 депутатів.
- Політична партія "ЗА МАЙБУТНЄ" — 5 депутатів.
- Політична партія "ОПОЗИЦІЙНА ПЛАТФОРМА - ЗА ЖИТТЯ" — 5 депутатів.
- Політична партія "РІДНЕ МІСТО" — 5 депутатів.
- Політична партія "ЄВРОПЕЙСЬКА СОЛІДАРНІСТЬ" — 4 депутати.
- Політична партія "БАТЬКІВЩИНА" — 3 депутати.
- Політична партія "РАДИКАЛЬНА ПАРТІЯ ОЛЕГА ЛЯШКА" — 3 депутати.